# Туримкул
Туримку́л (каз. Тұрымқұл) — село у складі Таласького району Жамбильської області Казахстану. Входить до складу Ойицького сільського округу.
У радянські часи село називалось 60 літ Октября або Бестан.
Населення — 224 особи (2021; 292 у 2009, 228 у 1999, 309 у 1989).